# Astragalus crassicarpus
Astragalus crassicarpus — вид квіткових рослин з родини бобових (Fabaceae). Ареал охоплює такі країни: Канада (Альберта, Британська Колумбія, Манітоба, Саскачеван), США (Аризона, Арканзас, Колорадо, Іллінойс, Айова, Канзас, Луїзіана, Міннесота, Міссурі, Монтана, Небраска, Нью-Мексико, Північна Дакота, Оклахома, Південна Дакота, Техас, Вісконсин, Вайомінг), північно-східна Мексика.

## Опис
Листя складається з численних дрібних зелених листочків і є непарноперистим; кількість листочків зазвичай становить близько 8–13 пар листочків та один кінцевий. Суцвіття зонтико або китицеподібне, складається з дрібних пурпурно-білих квіток-метеликів. Плоди розвиваються на землі, лежачи між стеблами. Старіші плоди набувають дерев'янисто-коричневого або фіолетового кольору, особливо з боку, зверненого до сонця. Поверхня гладка та блискуча. Всередині вони розділені на дві камери, в яких міститься численне насіння. Хоча плоди їстівні, решта рослини отруйна. Плоди висихають, як тільки насіння дозріває, роблячи їх твердими та неїстівними до середини літа.

## Середовище
Це багаторічна трав'яниста рослина, яка росте на сухих кам'янистих або гравійних преріях, невисоких схилах на лісових галявинах, на частковому сонці та найбільш поширена на вапнякових або глинистих ґрунтах. Її також фіксували в порушених середовищах, таких як узбіччя доріг. Висота зростання: 150–1800 метрів. Немає відомих серйозних загроз для цього виду.

## Використання
Відвар кореня використовують при судомах, кровоточивих ранах або як тонізуючий засіб. Вид використовують як ліки для коней. Плоди вживають у їжу.